# Gat van de Visschen

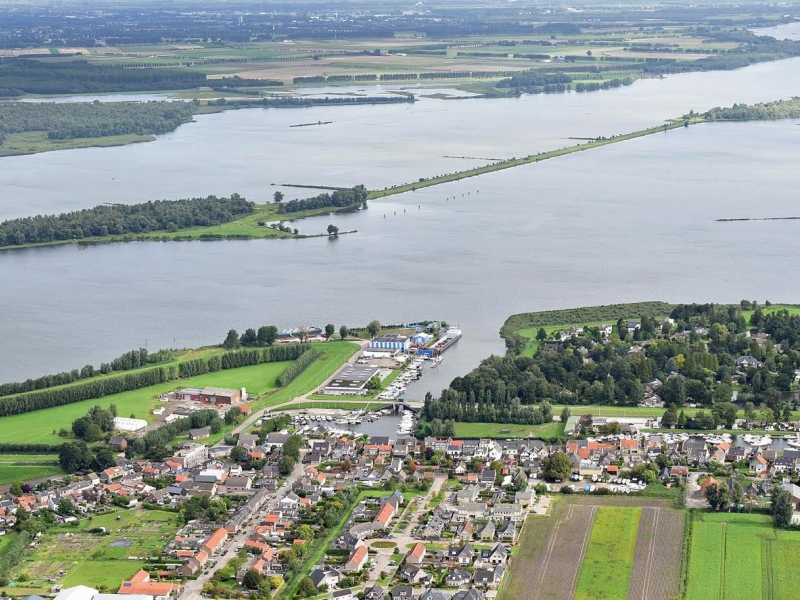

Het Gat van de Visschen vormt een belangrijk vaarwater in de Brabantse Biesbosch. De zeer brede kreek wordt door een tweetal eilanden (die door een grote zandplaat met elkaar verbonden zijn) soms onderverdeeld in een Noordergat van de Visschen en een Zuidergat van de Visschen.
Het begin van het Gat van de Visschen wordt gevormd door het samenstromen van twee brede kreken, die beide onderdeel uitmaken van een netwerk van brede (natuurlijke) vaarwegen voor de pleziervaart (nl. het Gat van Van Kampen, zelf weer de voortzetting van het Gat van de Noorderklip, en het Gat van den Kleinen Kil, zelf weer de voortzetting van het Gat van den Hardenhoek). Uiteindelijk stroomt het Gat van de Visschen zuidwaarts, om samen te komen met de rivier de Amer, niet ver van het punt waarop deze weer uitmondt in het Hollandsch Diep. Het Gat van de Visschen is behalve voor de pleziervaart ook van hydrologisch belang, aangezien het nog steeds een belangrijke waterafvoerende functie vervult.
Oorspronkelijk bleef het Gat van de Visschen een westelijke koers volgen, om uiteindelijk uit te monden in het Hollandsch Diep. Bij de aanleg van de Nieuwe Merwede is een strekdam aangelegd van de Deeneplaat naar de Anna Jacominaplaat (in de wandeling de Jacomien genoemd), die haaks op de stroomrichting van het Gat van de Visschen staat. Anno 2020 vormt deze dam de scheiding tussen het Gat van de Visschen en de Nieuwe Merwede. De oorspronkelijke stroomrichting van het Gat van de Visschen is nog steeds herkenbaar.